# Divize D 1990/1991
V soubojích 26. ročníku Moravskoslezské divize D 1990/91 (jedna ze skupin 4. fotbalové ligy) se utkalo 16 týmů každý s každým dvoukolovým systémem podzim–jaro. Tento ročník začal v srpnu 1990 a skončil v červnu 1991.
Z důvodu reorganizace soutěží postoupilo 5 nejlepších mužstev do nově vzniknuvší Moravskoslezské fotbalové ligy – MSFL (III. liga). Po sezoně došlo k vytvoření druhé divizní skupiny (Divize E) pro moravská a slezská mužstva, do níž týmy z tohoto ročníku přešly kvůli spádovosti.

## Nové týmy v sezoně 1990/91
- Ze III. ligy – sk. B 1989/90 sestoupilo do Divize D mužstvo TJ Spartak Uherský Brod.
- Z Jihomoravského krajského přeboru 1989/90 postoupilo vítězné mužstvo TJ Zbrojovka Brno „B“.[1]
- Ze Severomoravského krajského přeboru 1989/90 postoupilo vítězné mužstvo TJ Zbrojovka Vsetín a TJ Nový Jičín (2. místo).[2]

## Konečná tabulka
Zdroj: 
| Poř. | Tým                         | Z  | V  | R | P  | VG | OG | B  |
| ---- | --------------------------- | -- | -- | - | -- | -- | -- | -- |
| 1.   | TJ Sigma Hranice            | 30 | 19 | 7 | 4  | 48 | 25 | 45 |
| 2.   | SK Sigma MŽ Olomouc „B“     | 30 | 15 | 9 | 6  | 52 | 26 | 39 |
| 3.   | TJ Spartak Hulín            | 30 | 16 | 4 | 10 | 57 | 48 | 36 |
| 4.   | TJ Slavoj Bruntál           | 30 | 14 | 8 | 8  | 52 | 49 | 36 |
| 5.   | TJ Spartak Jihlava          | 30 | 13 | 5 | 12 | 52 | 40 | 31 |
| 6.   | TJ Spartak PS Přerov        | 30 | 11 | 7 | 12 | 39 | 37 | 29 |
| 7.   | TJ Baník 1. máj Karviná     | 30 | 12 | 5 | 13 | 36 | 36 | 29 |
| 8.   | TJ Slavia Orlová-Lutyně     | 30 | 12 | 5 | 13 | 44 | 45 | 29 |
| 9.   | TJ Nový Jičín (N)           | 30 | 11 | 6 | 13 | 46 | 45 | 28 |
| 10.  | FC NH Ostrava               | 30 | 10 | 7 | 13 | 43 | 40 | 27 |
| 11.  | SK Prostějov                | 30 | 9  | 8 | 13 | 38 | 44 | 26 |
| 12.  | FC Zbrojovka Brno „B“ (N)   | 30 | 9  | 8 | 13 | 38 | 47 | 26 |
| 13.  | TJ Tatran Fosfa Poštorná    | 30 | 9  | 7 | 14 | 40 | 50 | 25 |
| 14.  | TJ Spartak Uherský Brod (S) | 30 | 9  | 7 | 14 | 36 | 47 | 25 |
| 15.  | TJ Jiskra Kyjov             | 30 | 8  | 9 | 13 | 35 | 50 | 25 |
| 16.  | TJ Zbrojovka Vsetín (N)     | 30 | 9  | 6 | 15 | 35 | 62 | 24 |

Poznámky:
- Z = Odehrané zápasy; V = Vítězství; R = Remízy; P = Prohry; VG = Vstřelené góly; OG = Obdržené góly; B = Body; (S) = Mužstvo sestoupivší z vyšší soutěže; (N) = Mužstvo postoupivší z nižší soutěže (nováček)

|  | Postup do MSFL 1991/92                             |
|  | Přechod do Divize E 1991/92                        |
|  | Sestup do Středomoravského župního přeboru 1991/92 |